# Манлия Скантилла
Ма́нлия Сканти́лла (лат. Manlia Scantilla; умерла после 193 года) — супруга римского императора Дидия Юлиана и мать Дидии Клары.
После восхождения своего супруга на престол Манлия Скантилла (именно она повлияла на Дидия Юлиана, чтобы тот боролся за императорскую корону) и её дочь получили титул Августы. Когда 1 июня 193 года Дидий Юлиан был убит преторианцами, новый император Септимий Север лишил её титула Августы и передал тело мужа для захоронения. Дальнейшая судьба Манлии Скантиллы неизвестна.

## Монеты Манлии Скантиллы
От имени Манлии Скантиллы чеканились золотые ауреусы, серебряные денарии, латунные дупондии и сестерции. Виды легенд на аверсах монет: MANLIA SCANTILLA AVG, MANL SCANTILLA AVG. На реверсах изображалась Юнона, легенда — IVNO REGINA, на дупондиях и сестерциях — IVNO REGINA SC.

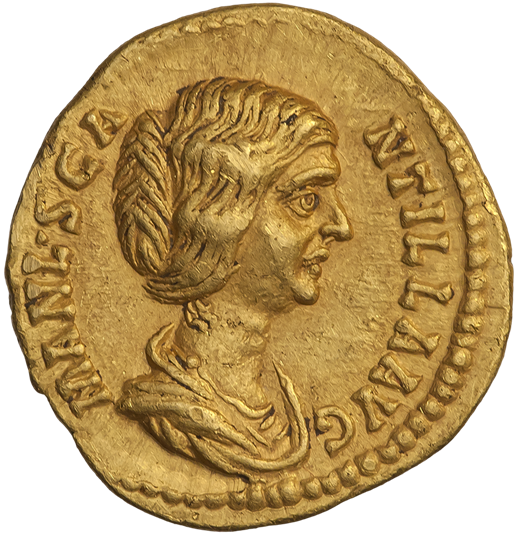
Ауреус, аверс. Бюст Манлии Скантиллы
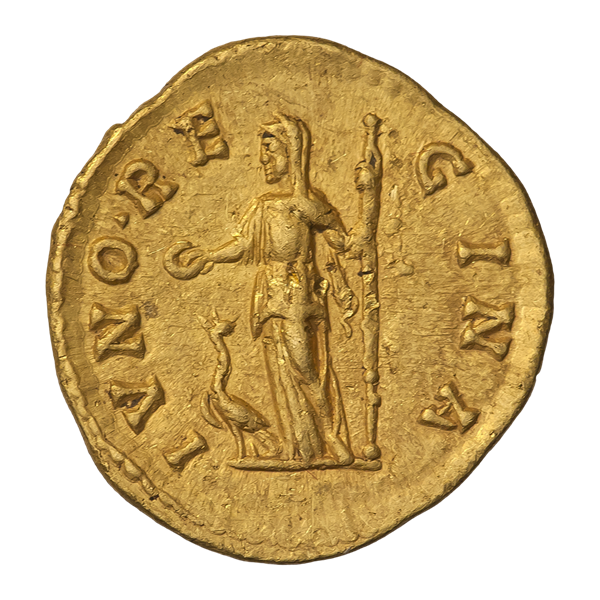
Ауреус, реверс. Юнона, у ног павлин